# Dusona mactator
Dusona mactator là một loài tò vò trong họ Ichneumonidae.